# 圣日耳曼代普雷 (卢瓦雷省)
圣日耳曼德普雷（法語：Saint-Germain-des-Prés，法語發音：[sɛ̃ ʒɛʁmɛ̃ de pʁe] ⓘ）是法国卢瓦雷省的一个市镇，位于该省东部，属于蒙塔日区。

## 地理
圣日耳曼德普雷（47°57'12"N, 2°50'50"E）面积26.18 平方千米，位于法国中央-卢瓦尔河谷大区卢瓦雷省，该省份为法国中北部省份，北起埃松省，西北接厄尔-卢瓦省，西南接卢瓦-谢尔省，南至涅夫勒省和谢尔省，东临约讷省，东北接塞纳-马恩省。
与圣日耳曼德普雷接壤的市镇（或旧市镇、城区）包括：埃尔穆瓦地区拉塞尔、阿米伊、勒纳尔堡、卢万河畔孔夫朗、日莱诺南、圣菲尔曼德布瓦。
圣日耳曼德普雷的时区为UTC+01:00、UTC+02:00（夏令时）。

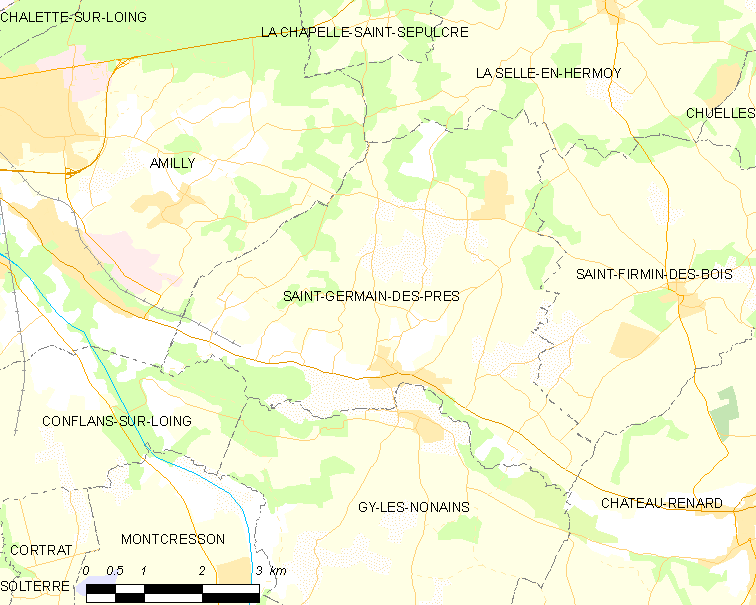
圣日耳曼德普雷的OSM定位图

## 行政
圣日耳曼德普雷的邮政编码为45220，INSEE市镇编码为45279。

## 政治
圣日耳曼德普雷所属的省级选区为库特奈县。

## 人口

1962-2008年间圣日耳曼德普雷人口变化图示

圣日耳曼德普雷于2022年1月1日时的人口数量为1864人。